# 아마겟돈 타임
《아마겟돈 타임》(영어: Armageddon Time)은 2022년 개봉한 미국의 성장 드라마 영화이다. 제임스 그레이가 감독과 각본을 맡았다. 뱅크스 러페타, 앤 해서웨이, 제러미 스트롱, 앤서니 홉킨스 등이 출연하였다. 2022년 칸 영화제 황금종려상 경쟁 후보작이다.

## 줄거리
반유대주의가 남아있는 1980년 미국 뉴욕 퀸스. 유대계 폴은 공립 학교 6학년 첫 수업에서 1년 유급한 흑인 조니를 알게 된다. 두 사람은 화장실에서 대마를 피우다가 걸리고, 폴은 차기 대통령으로 레이건을 지지하는 사업가 프레드 트럼프가 재정 지원 중인 포리스트 매너 사립 학교로 전학을 가게 된다. 재학생들 역시 레이건을 지지하며 인종 차별 발언을 가볍게 내뱉는 새 학교에서 폴은 적응에 어려움을 겪는다. 폴은 조니와 함께 가출할 생각에서 조니에게 함께 학교 컴퓨터를 훔치자고 하는데...

## 출연
- 뱅크스 러페타 - 폴 그래프 역
- 앤 해서웨이 - 에스터 그래프 역
- 제러미 스트롱 - 어빙 그래프 역
- 제일린 웨브 - 조너선 "조니" 데이비스 역
- 앤서니 홉킨스 - 외할아버지 에런 러비너비츠 역
- 토바 펠드슈 - 외할머니 미키 러비너비츠 역
- 라이언 셀 - 테드 그래프 역
- 존 딜 - 프레드 트럼프 역
- 제시카 채스테인 - 메리앤 트럼프 역
- 앤드루 포크 - 터클타우브 씨 역
- 테디 콜루카 - 루이스 삼촌 역
- 리처드 비킨스 - 포리스트 매너 교장 피츠로이 역
- 도미닉 롬바도지 - 대리엔조 경사 역
- 마샤 진 커츠 - 포리스트 매너 학생 지도사 역

## 기타 제작진
- 총괄 제작: 마르쿠 툴리우 케디